# 2009 DD45

2009 DD45

2009 DD45 är en asteroid upptäckt den 27 februari 2009 av Siding Spring Survey vid Siding Spring-observatoriet, Australien. 
Asteroiden passerade jorden på ett avstånd av 66 000 kilometer, vilket anses vara mycket nära då kommunikationssatelliter ofta befinner sig på halva det avståndet.
Asteroiden kommer att komma nära jorden flera gånger det närmaste århundradet. Närmast kommer den år 2067 då den passerar på ett avstånd av 1,3 miljoner kilometer.